# Juan de la Cosa

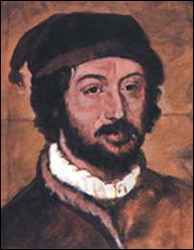
Juan de la Cosa

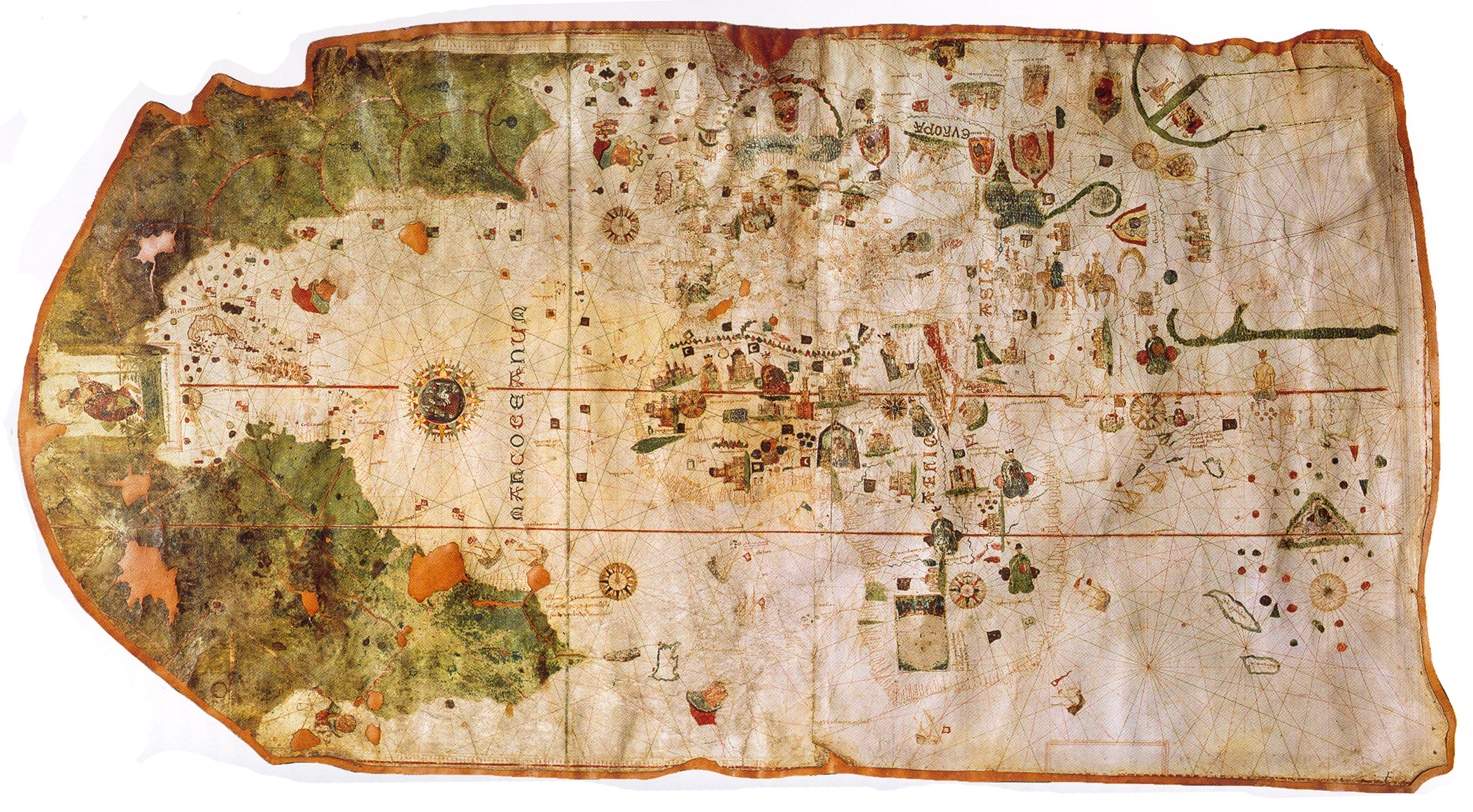
Weltkarte des Juan de la Cosa (1500)

Juan de la Cosa (* um 1449, nach anderen Quellen 1460 in Santoña, Kantabrien; † 28. Februar 1510 in Cartagena, Kolumbien) war ein spanischer Seefahrer, Kartograf und Entdecker.

## Leben
Juan de la Cosa war Anteilseigner der Santa Maria auf Christoph Kolumbus’ erster Amerikafahrt 1492 und begleitete diese Expedition als Kapitän. Er verursachte die Havarie der Santa Maria. Manchmal erweckten seine Aktivitäten den Eindruck, er habe mehr als Kolumbus gewusst. Auf seiner zweiten Reise nach Amerika 1493 bis 1496 war Juan de la Cosa Kapitän der Marigalante und Hauptkartograf. Auf Kolumbus’ dritter Reise 1498 gelangte er an Bord der La Niña erneut in die Karibik.
1499 bis 1500 schloss er sich ebenfalls als Kapitän dem Beutezug von Alonso de Ojeda, Vasco Núñez de Balboa und Andrés Morales im Golf von Maracaibo an. Mordend und plündernd zogen sie auf der Suche nach Gold und Perlen durch die Siedlungen der Caquetio und anderer Stämme. Aus dieser Zeit stammt eine vielbeachtete Weltkarte, auf der man neben den gerade für Europa entdeckten karibischen Inseln die Umrisse des Golfs von Mexiko und eines Teils der südamerikanischen Küste, die er aus Amérigo Vespuccis und Pedro Álvares Cabrals Aufzeichnungen entnahm, erkennen kann. Ausgerechnet der Isthmus von Panama ist mit einer phantasievollen Verzierung gestaltet; diesen hatte Christoph Kolumbus, der davon überzeugt war, mit den karibischen Inseln Indien (Asien) entdeckt zu haben, erkundet, als er sich an der Straße von Malakka glaubte und diese suchte. Diese mappa mundi wurde erst im 19. Jahrhundert durch Alexander von Humboldt wiederentdeckt.
Auf seiner fünften Seereise in die Neue Welt 1500 schloss sich Juan de la Cosa Rodrigo de Bastidas und Vasco Núñez de Balboa an, mit denen er erneut die Küsten Panamas und Kolumbiens nach Edelmetallen erforschte. 1506 leitete er die Expedition an den Golf von Urabá. 1509 brach Juan de la Cosa erneut mit Diego de Nicuesa, Francisco Pizarro und Alonso de Ojeda auf, um den Golf von Darién zu erforschen. De la Cosa starb dort an einem vergifteten Pfeil eines Einheimischen.